# گوردون شیلدنفلد
گوردون شیلدنفلد (کرواتی: Gordon Schildenfeld؛ زادهٔ ۱۸ مارس ۱۹۸۵) بازیکن فوتبال اهل کشور کرواسی است.
وی برای تیم ملی فوتبال کرواسی ۲۹ بازی انجام داده و ۱ گل به ثمر رسانده‌است. پست تخصصی این بازیکن نیز، دفاع وسط است.